# Moord op David Polfliet

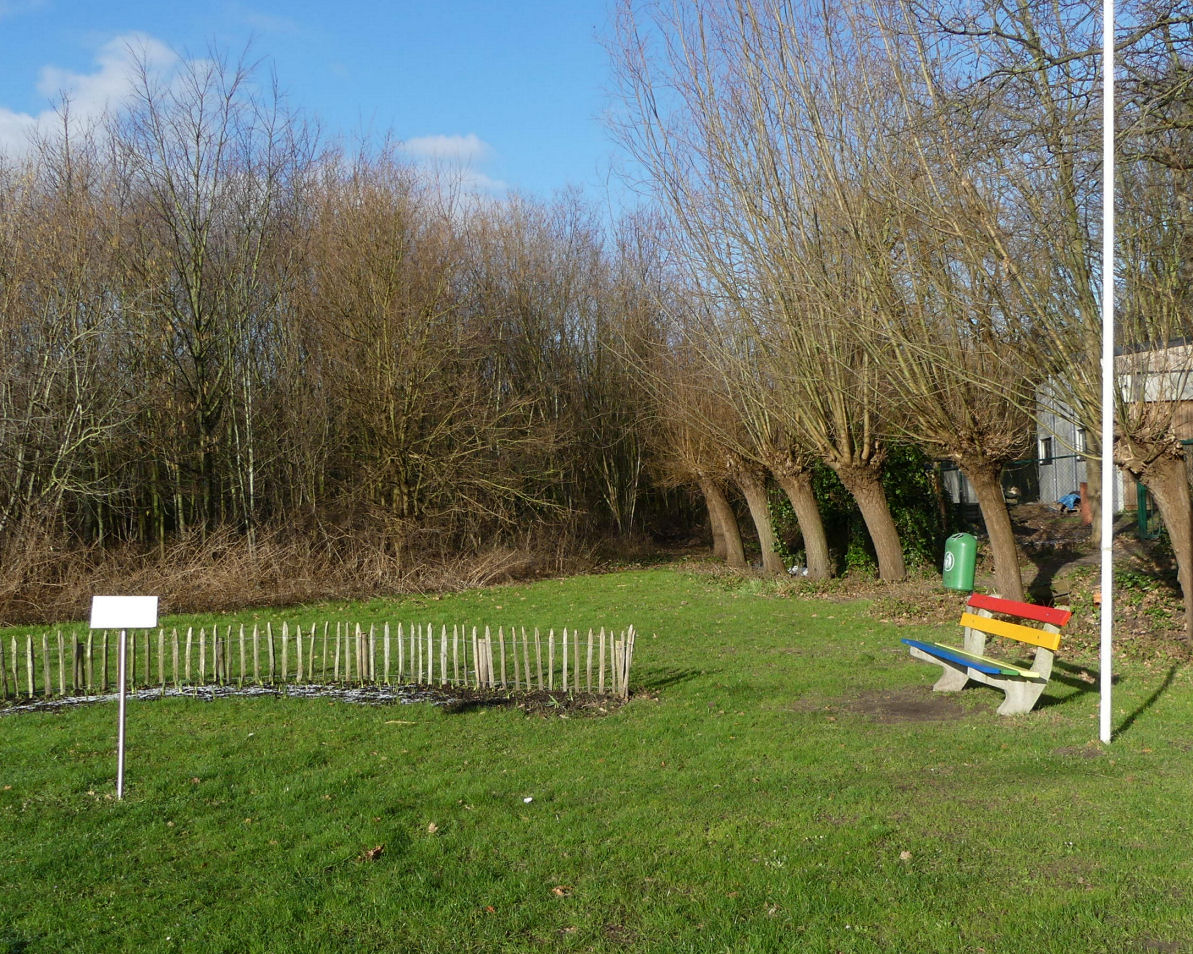
plaats van de moord, Beveren

De moord op David Polfliet (°Sinaai) was een gebeurtenis op zaterdag 6 maart 2021, waarbij een man zwaar toegetakeld en vermoord werd gevonden in een park naast de spoorlijn in Beveren. Waarschijnlijk was de seksuele geaardheid van het slachtoffer de aanleiding voor de moord.
Drie minderjarige jongeren die in verband gebracht werden met deze moord veroordeeld tot gevangenisstraffen wegens een vergelijkbaar vergrijp: zij hadden drie dagen voor de moord  een ander slachtoffer al via de dating-app Grindr naar deze plaats gelokt, hem met de dood bedreigd en vernederd. Ze filmden bovendien  dit alles, om het op sociale media te kunnen posten. Een van deze jongeren ontsnapte in september 2021 uit de gesloten instelling waar hij vastgezet was.

## Proces
In februari 2022 besliste de jeugdrechtbank in Dendermonde dat twee van de drie jongeren als volwassenen zouden worden vervolgd voor de moord op Polfliet. In mei van dat jaar werd bekendgemaakt dat de derde verdachte waarschijnlijk eenzelfde behandeling zou krijgen.
In 2024 werden twee verdachten in vrijheid gesteld.
Op de plaats van de moord werd een bescheiden monument opgericht.